# Biała Straż
Biała Straż – wieś w Polsce położona w województwie podlaskim, w powiecie hajnowskim, w gminie Kleszczele.
W latach 1975–1998 miejscowość administracyjnie należała do województwa białostockiego.
Miejscowość została utworzona przez legionistów z nadania Piłsudskiego. W strukturze kościoła katolickiego podlega parafii św. Zygmunta w Kleszczelach. Prawosławni mieszkańcy wsi należą do parafii Podwyższenia Krzyża Pańskiego w Werstoku.